# Hudy Árpád
Hudy Árpád (Arad, 1955. augusztus 4. –) magyar újságíró, nyelvész.

## Életútja

### Iskolái, pályakezdés
Szülővárosa 3-as számú (ma Csiky Gergely nevét viselő) Líceumában érettségizett (1974), a Babeş–Bolyai Egyetem filológiai karán magyar–orosz szakot végzett (1979). Egyetemi éveiben a kolozsvári Gaál Gábor irodalmi kör tagja, 1979-ben megnyerte a kör szonettversenyét. 1979-től a Vörös Lobogó című aradi napilap belső munkatársa, az ifjúsági rovat szerkesztője, az Ifjú Riporterek Körének vezetője.

### Munkássága
A filmről mint jelrendszerről írt vitacikkével a Korunkban jelentkezett (1977), írásait a Brassói Lapok, Utunk, A Hét, az Új Élet közölte. Szó és érték c. tanulmánya a TETT 1982/3-as számában jelent meg. 1984-től a bukaresti Ifjúmunkás című hetilap vidéki tudósítójaként működött. Nyelvművelő rovatokat szerkesztett a kolozsvári rádió műsorában, a Román Televízió magyar adásában és újságokban. 1986-ban az NSZK-ba szökött, ahol politikai menekült státust kapott. 1988-tól egészen annak megszűnéséig, 1993-ig a Szabad Európa Rádió magyar adásánál dolgozott.
2000-től 2004-ig a Nyugati Jelen c. aradi napilap németországi tudósítója, 2001-től Münchenből szerkesztette az újság az év novemberétől megjelenő irodalmi mellékletét, az Irodalmi Jelent.  A lap alapítójával Böszörményi Zoltánnal és a szerkesztőtársakkal (Irházi János, Karácsonyi Zsolt) Hudy azt a célt tűzte ki, hogy átfogó irodalmi körképet vázoljanak a magyarlakta európai régiók műhelyeiről, s későbbi lapszámaikban a tengeren túli magyarok műveit, alkotásait is bevonják érdeklődésük körébe. Hudy Árpád ma is az Irodalmi Jelen olvasószerkesztője, most már Enyingről.

## Művei
- A Gregorina-kanyar. Az Irodalmi Jelen Moral History című novellapályázatának díjazott és legsikeresebb írásai; szerk. Hudy Árpád; Concord Media Jelen, Arad, 2012 (Irodalmi jelen könyvek)
- Hidegebb napok. Az Irodalmi Jelenben 2011 és 2014 között megjelent írások; Concord Media Jelen, Arad, 2014 (Irodalmi jelen könyvek)
- Életszilánkok. Az Irodalmi Jelen Lezáratlan holokauszt pályázatának legsikeresebb írásai; szerk. Hudy Árpád; Művészeti és Irodalmi Jelen Kft., Bp., 2015 (Irodalmi jelen könyvek)